# Os Filhos do Capitão Grant
O livro Os Filhos do Capitão Grant (em francês:  Les Enfants du capitaine Grant), é um romance geográfico escrito por Júlio Verne entre os anos de 1866 e 1868. A obra é dividida em três partes (América do Sul, Austrália e Oceano Pacífico).

## Enredo
A história começa quando o aristocrata escocês lord Edward Glenarvan descobre, durante uma viagem de recreio no seu iate privado Duncan, uma garrafa dentro de um tubarão-martelo. Essa garrafa continha um pedido de socorro em três línguas (francês, inglês e alemão) mas a mensagem achava-se quase apagada pela ação da água. A primeira interpretação do documento coloca o Harry Grant, capitão do navio Britannia e mais dois marinheiros no papel de náufragos, num naufrágio ocorrido dois anos antes, em (1862) e que se encontravam na Patagónia na posse de índios. Perante esta situação, Lord Glenarvan, demonstra ser um homem de bom coração e, ainda por cima, tratando-se de um escocês, decide ir a Londres procurar autoridades que o auxiliassem em possíveis buscas ao capitão.
Enquanto Glenarvan faz essa viagem a Londres, os filhos de Harry Grant, Mary e Robert Grant, de dezasseis e doze anos respetivamente, vão a Malcom-Castle (Residência dos Glenarvan) à procura de informações sobre o seu pai, mas, na falta deste falam com a sua esposa, a lady Helena Glenarvan.
O lord, não obtendo ajuda do governo britânico, decide ele mesmo fazer as buscas nos mares austrais, pelo paralelo 37º, pois conseguia-se saber a latitude a partir do documento mas não a longitude. E por essa razão atravessa toda a Patagónia sempre seguindo o paralelo desde o Pacífico ao Atlântico sem encontrar vestígios do capitão Grant e da sua tripulação.
Mas uma nova interpretação do documento desta vez pelo sábio e distraído Jacques Paganel, um consagrado geógrafo francês, que embarca no Duncan pensado entrar no Scotia um navio a caminho da Índia, coloca o capitão Grant e os dois marinheiros, desta vez, na Austrália.

## Lista de Capítulos

### Primeira Parte -América do Sul
- I Balance-Fish
- II Os três documentos
- III Malcom-Castle
- IV Uma proposta de Lady Glenarvan
- V A partida do Duncan
- VI O passageiro do camarote nº6

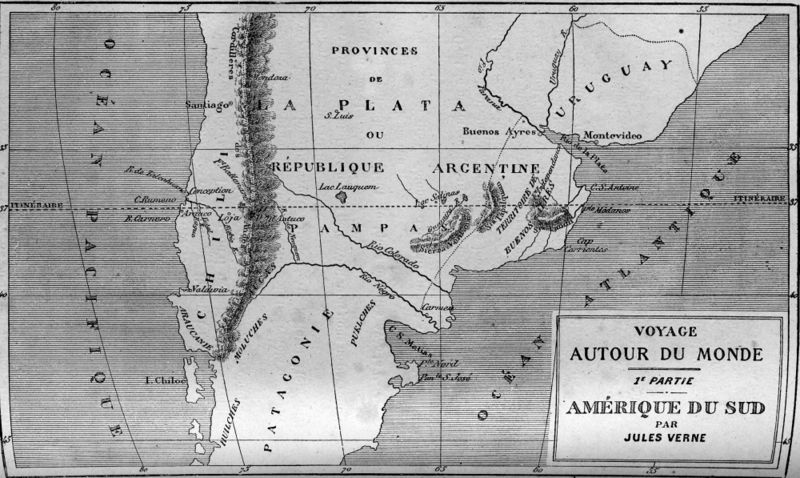

- VII De onde veio e para onde vai Jacques Paganel
- VIII Um excelente homem a mais no Duncan
- IX O estreito de Magalhães
- X O trigésimo sétimo paralelo
- XI Pelo Chile
- XII A doze mil pés nos ares
- XIII Descida de cordilheira
- XIV Um tiro de espingarda dirigido pela providência
- XV O espanhol de Jacques Paganel
- XVI O rio Colorado
- XVII Os Pampas
- XVIII À procura de uma aguada
- XIX Os lobos vermelhos
- XX As planícies argentinas
- XXI O forte Independência
- XXII A cheia
- XXIII Em que levam vida de pássaro
- XXIV Onde continuam a vida de pássaro
- XXV Entre fogo e água
- XXVI O Atlântico

### Segunda Parte -Austrália
- I Regresso a bordo
- II Tristão da Cunha
- III A ilha Amesterdão

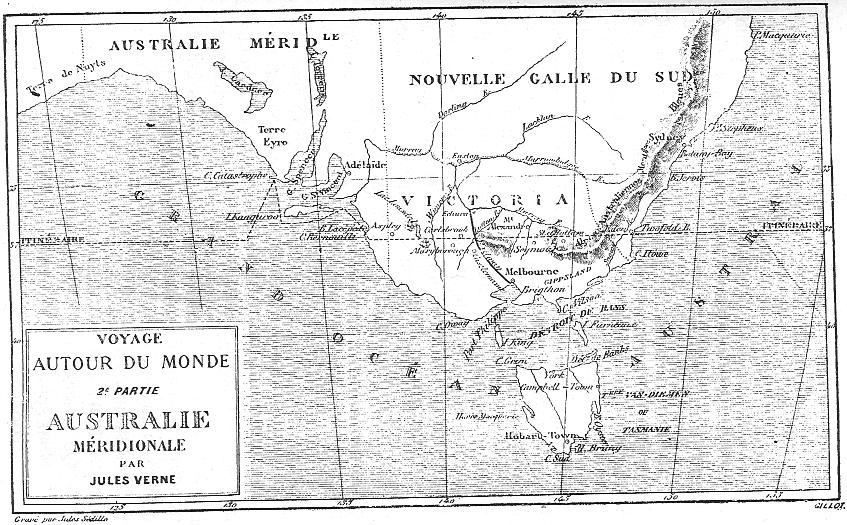

- IV As apostas de Jacques Paganel e do major MacNabs
- V Os ímpetos de cólera do oceano Índico
- VI O cabo Bernouilli
- VII Ayrton
- VIII A partida
- IX A província de Vitória
- X Wimerra River
- XI Burke e Stuart
- XII O caminho-de-ferro de Merlbourne e Sandhurst
- XIII Um primeiro prémio de geografia
- XIV As minas do monte Alexandre
- XV Gazeta da Austrália e Nova Zelândia
- XVI Onde o major sustenta que são macacos o que vê
- XVII Os criadores milionários
- XVIII Os Alpes australianos
- XIX Um lance teatral
- XX Aland Zealand
- XXI Quatro dias de angústias
- XXII Eden

### Terceira Parte -Oceano Pacífico
- I O Macquarie
- II O passado do pás de onde vão

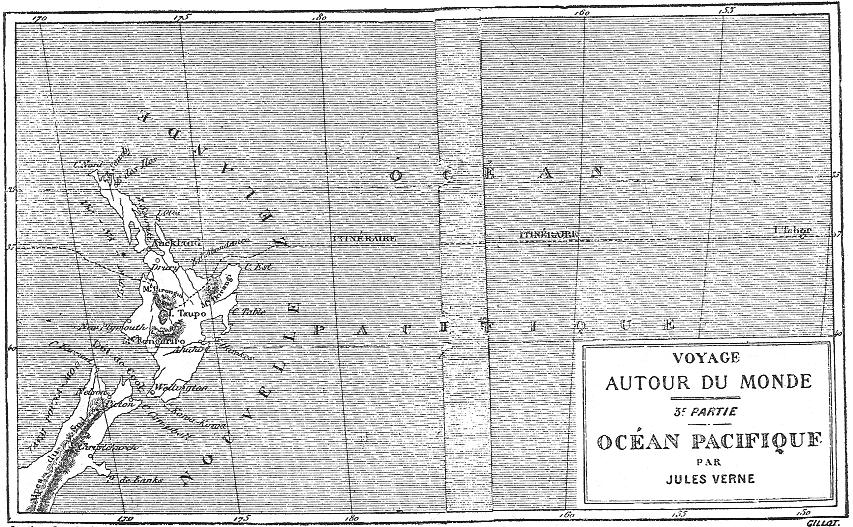

- III As carnificinas da Nova Zelândia
- IV Os escolhos
- V Os marinheiros improvisados
- VI Em que o canibalismo é tratado teoricamente
- VII Em que afinal abordam à terra de que deveriam fugir
- VIII O presente do país em que se acham
- IX Trinta milhas a norte
- X O rio nacional
- XI O lago Taupo
- XII O funeral de um chefe maori
- XIII As últimas horas
- XIV A montanha tabu
- XV Os grandes meios de Paganel
- XVI Entre dois fogos
- XVII Por que razão cruzava o Duncan na costa oriental da Nova Zelândia
- XVIII Ayrton ou Ben Joyce?
- XIX Uma transação
- XX Um grito no silêncio da noite
- XXI A ilha Tabor
- XXII A última distração de Jacques Paganel

## Adaptações
- 1877 - Los sobrinos del Capitán Grant ("Captain Grant's nephews"), um quadrinho Espanhol zarzuela (operetta) porMiguel Ramos Carrión e Manuel Fernández Caballero.

- 1936 - Дети капитана Гранта (Deti kapitana Granta), União Soviética, dirigido por Vladimir Vajnshtok e estrelando Nikolai Cherkasov, música composta por Isaak Dunayevsky. O filme foi lançado nos EUA como Captain Grant's Children. (ver  Deti kapitana Granta. no IMDb. ).

- 1962 - In Search of the Castaways, Estados Unidos, dirigido por Robert Stevenson e estrelando Maurice Chevalier, Hayley Mills, e George Sanders. Músicas por Sherman Brothers onde: "Castaway", "Enjoy It!", "Let's Climb", "Merci Beaucoup". (ver  In Search of the Castaways. no IMDb. ).

- 1985 - В поисках капитана Гранта (V poiskakh kapitana Granta, In Search of Captain Grant, "Децата на капитан Грант"), Bulgária - União Soviética, mini-série de TV dirigida por Stanislav Govorukhin estrelando Nikolai Yeryomenko, Jr., Lembit Ulfsak, Aleksandr Abdulov, Kosta Tsonev, Anya Pencheva. (ver V poiskakh kapitana Granta. no IMDb. )